# Pierre-François Basan
Pierre-François Basan (Parigi, 23 ottobre 1723 – Parigi, 12 febbraio 1797) è stato un incisore, mercante d'arte e editore francese.

## Biografia
Come descrive nel suo stesso Dizionario degli illustratori, si occupò inizialmente di incisione e poi, a causa della vivacità del suo carattere e della sua incapacità di pazientare i tempi e la costanza necessari in quell'arte, si diede al commercio.
Principiò i suoi studi di incisione sotto il patrocinio di Étienne Fessard, illustre incisore e suo zio.
Nel 1747 divenne collaboratore di Michel Odieuvre, uno dei maggiori editori e mercanti di stampe d'Europa. In quel periodo si occupò della lavorazione delle illustrazioni de la Storia Naturale di Buffon.
Nel 1754, all'età di 30 anni, dopo aver contratto matrimonio con Marie Drouet, figlia acquisita di Noël Le Mire, altrettanto noto illustratore, lasciò il mestiere di incisore per dedicarsi al commercio di stampe. Istituì dunque, con il suo genero Etienne-Léon Poignant, la società Basan et Poignant che in pochi anni espanse la sua rete commerciale in tutta Europa.
Accumulò un vasto capitale che ampliò a seguito di lucrosi investimenti nella produzione di stampe e nell'editoria.
Acquistò ad un'asta della successione di Watelet, una serie di tavole in rame originali incise da Rembrandt che utilizzò successivamente per stampare una raccolta di stampe detta "Raccolta Basan".
Nel 1767 editò un'edizione in quarto delle Metamorfosi di Ovidio che diverrà poi una delle più ricercate per le sue illustrazioni e il cui valore di mercato si aggira oggi intorno ai 10 000 dollari.
Nello stesso anno pubblicò la prima edizione del Dizionario degli illustratori, che diverrà al seguito della sua riedizione nel 1789, un testo di riferimento per i mercanti ed esperti di libri e stampe di tutto il mondo.

## Dizionario degli Illustratori
Dopo aver curato i cataloghi di una serie di note vendite all'asta tra cui, nel 1775, quella della successione del Marchese di Marigny, fratello della Marchesa di Pompadour, la sua fama di mercante ed esperto si diffuse in tutto il continente.
Decise dunque di curare una riedizione del suo Dizionario degli Illustratori pubblicato nel 1767. Questa nuova edizione venne pubblicata nel 1789 in due esemplari: uno comune destinato al pubblico ed uno molto ricercato e raro contenente una serie di 50 incisioni, destinato a quei Signori che l'avessero eccezionalmente richiesto. Ritrovare oggi il detto esemplare è molto raro e ancor più raro è il ritrovarlo completo di tutte le incisioni. Per queste ragioni la sua valutazione nel mercato delle belle arti resta molto alta.